# Hszün-ce
Hszün-ce (Xunzi) (i. e. 310 – i. e. 238), ókori konfuciánus filozófus, akinek tanításai a nevét viselő 32 fejezetes műben, a Hszün-ce (Xunzi)ben (《荀子》) maradtak fenn.

## Élete
Hszün-ce (Xunzi) életrajza A történetíró feljegyzései szerint a Hadakozó fejedelemségek idején, i. e. 310-ben született Csao (Zhao) (趙) államban. I. e. 295–284 között Csi (Qi) (齊) államban élt, ahol az úgynevezett Csi-hszia (Jixia) (稷下) Akadémia tagja lett, majd Csu (Chu) (楚) államba menekült. Ezt követően visszatért a Csi-hszia (Jixia) Akadémiára, ahol nagy tisztelet övezte. Ezután Csin (Qin) (秦) államban vendégeskedett (i. e. 265–260), majd visszatért szülőhazájába, Csao (Zhao) államba (i. e. 260–255). Mind ez idáig semmilyen komolyabb pozíciót nem töltött be, amikor i. e. 255-ben Csu (Chu) állam főminisztere, Csun-sen (Chunshen) (春申) ura Lanlingben (蘭陵) (i.e. 255–238) magas posztot ajánlott neki. Mikor patrónusát i. e. 238-ban megölték, Hszün-ce (Xunzi) lemondott a pozícióról, de a városban maradt, írással és tanítványaival foglalkozott (i. e. 238–220).
A korabeli hatalmi viszonyok bizonytalansága és az okkult praxisok elterjedtségével szembeni ellenérzései arra sarkallták, hogy a konfuciánusok tanait hirdesse. Két ismert tanítványa azonban már a legizmus legfontosabb képviselői lettek: Han Fej-ce (Han Feizi), illetve a Kínát egyesítő Csin Si Huang-ti (Qin Shi Huangdi) főminisztere, Li Sze (Li Si).

## Műve
Az olyan korábbi művekkel ellentétben, mint például az Út és Erény könyve vagy a Beszélgetések és mondások aforisztikus stílusával szemben a 32 fejezetből álló Hszün-ce (Xunzi) egy racionálisan felépített, érveket és magyarázatokat használó, tematikusan elrendezett esszégyűjtemény, amely a fontosabb fogalmakat részletesen elemezve szisztematikusan tárgyalja.

## Filozófiája
Hszün-ce (Xunzi) kezdettől fogva konfuciánusnak nevezte magát, bár a szintén konfuciánus Menciusz nemcsak forrása, hanem kritikájának tárgya is volt, ugyanúgy, ahogy a konfuciánusok hagyományos ellenfelének számító Mo Ti (Mo Di) egyben gondolatai egyik rejtett forrásának számított. Valószínűleg ezen okokból, továbbá konfuciánus szempontból „kellemetlen” tanítványai, valamint a Menciusszal való nyílt polemizálása miatt alakult úgy, hogy a Szung (Song)-kori neokonfuciánus gondolkodók heteredoxnak (az ortodox vonaltól eltérőnek) találták tanításait, és nem tulajdonítottak neki különösebb szerepet a konfuciuszi tanok hagyományláncolatában.
Hszün-ce (Xunzi) tanítása számos szempontból jelentősen eltért Menciuszétól, mivel szerinte az ember születésétől fogva hajlamos a rosszra, de szertartásokkal, külső befolyással ezeket az ösztöneit jó irányba lehet terelni. A „rossz” (o (e) 惡) kifejezés a velünk született hajlamainkban (hszing (xing) 性) potenciálisan jelen lévő önzésre, gyűlölködésre, illetve kapzsiságra való késztetést jelenti, de azt nem, hogy az ember vonzódik a gonosz tettekhez. A kifejezés inkább egyfajta kezdeti erénybeli vakságra, az ember kezdeti durvaságára, civilizálatlanságára utal, melyet tehát a későbbi neveléssel ellensúlyozni lehet.  Az ember veleszületett alapvonása Hszün-ce (Xunzi) szerint inkább az állatokéra hasonlít, és az emberi civilizáció értékeinek tudatos erőfeszítéssel történő interiorizálására csak később kerül sor,  éppen ezért nem helyes szabadon engedni eredendő, állatias késztetéseinket.
Az emberben meglévő önző hajlamokkal szemben a jó kormányzás, a rítusok, a zene, a helyes irányba vezető tanítók, a törvény (a büntetés és jutalmazás) alkalmazása, illetve az egyén racionálisan végbevitt öntökéletesítése révén előtérbe kerülhet a jó, „mesterséges”, emberi erőfeszítéssel létrehozott (vej (wei) 偽) valónk, így a megfelelő külső segítség átalakító hatása, illetve jelentős igyekezet és erőfeszítés révén az emberből nemes ember válhat. Hszün-ce (Xunzi) szerint ehhez a „mesterséges” kategóriához tartozik minden, amit nem tudunk adottságaink révén születésünknél fogva, tehát ami az ember számára erőfeszítéssel elsajátítandó.
Hszün-ce (Xunzi) szerint az ember veleszületett hajlama nem azért rossz, mert pusztán alacsonyrendű és önző vágyait próbálja kielégíteni, hanem azért, mert ezek a vágyak teljesen rendezetlenek; az egyes ember képtelen átlátni és kontrollálni őket. Hszün-ce (Xunzi) úgy véli, hogy az embernek egyaránt szüksége van kaotikus szenvedélyeire és mesterségesen létrehozott, rendezett valójára, a legfontosabb azonban az, hogy az utóbbi képes legyen kontrollálni az előbbit, azaz a bölcs üres, rendezett és nyugodt szíve képes legyen mérlegelni, hogy egy adott tett erényessége lehetséges-e vagy nem, és eszerint tudjon dönteni. Hitt abban, hogy elméletileg mindenki számára lehetséges a vágyak zűrzavarán való felülemelkedés, bár nem mindenki képes rá.
Habár a külsődleges szabályozást, a törvényeket fontosnak tartotta, a legistákkal szemben a törvény kizárólagos alkalmazásának hatékonyságában nem hitt, ugyanakkor a rítusokat (Konfuciusztól eltérően) inkább a büntetések alkalmazásának kiegészítéseként látta, így Menciusszal szemben – aki inkább az emberségre helyezte a hangsúlyt – Hszün-ce (Xunzi) a méltányosság mellett a legfontosabbnak a szertartásosságot (li 禮), ezen belül konkrétan a temetési rítusokat és az ősöknek bemutatott áldozatokat tartotta
Hszün-ce (Xunzi) felfogása szerint a szertartások lehetőséget adnak az embernek, hogy saját kaotikus szenvedélyeit elrendezze és finomítsa, és így megtalálja valódi helyét a családban, az államban és az Égalattiban. Habár a rítusok és a zene fontosságáról már Konfuciusz is sokat beszélt, de a Hszün-ce (Xunzi) 20. fejezete az első hosszabb, elméleti esszé erről a témáról. A zene nemcsak a szenvedélyekre van jótékony hatással, hanem a hatás-ellenhatás elve miatt az ember csi (qi)jére is.
Hszün-ce (Xunzi) úgy látta, hogy az emberi társadalomban található hierarchikus rend nem más, mint az égi rend meghosszabbítása az emberi világban. Hszün-ce (Xunzi) Égről alkotott elképzelése meglehetősen naturalisztikus, vagyis korának elképzeléseivel szemben nem egyfajta természetfeletti lénynek tételezi az Eget, aki az emberi világot irányítja és arra folyamatosan reagál, hanem azt „pusztán” a fizikai jelenségek és szabályszerűségek összességének tekintette. Az Ég megnyilvánulásai és az uralkodó viselkedése között semmifajta korrelációt nem tételez, az Ég állandó mozgását nem befolyásolja az erkölcstelen emberi (uralkodói) viselkedés, tehát az embernek kell alkalmazkodnia az Éghez. Ugyanakkor az Ég titkainak illegitim kifürkészését (jóslás, ima), továbbá a „babona” minden fajtáját ellenezte. A szellemek időnkénti megjelenését a zavarodott elméjű embereknek tulajdonította, egy másik helyen pedig kimutatja a saját korában oly népszerű arcjóslás tarthatatlanságát, s hasonlóképpen vélekedik a különféle ómenekről is.

### Magyarul
- ↑ Fung 2003:  Fung Yu-lan: A kínai filozófia rövid története, (Szerk.: Derk Bodde; Ford.: Antóni Csaba.) Budapest: Osiris Kiadó, 2003. ISBN 963-389-479-4
- ↑ Kósa 2013:  Kósa Gábor: „Xunzi”.  In Kósa Gábor - Várnai András (szerk.): Bölcselők az ókori Kínában. Magyar Kína-kutatásért Alapítvány, Budapest 2013. pp. 85–105. ISBN 978-963-284-374-2